# 陶东岱
陶东岱（1911年4月15日—2004年8月2日），原名陶景岭，男，山东茌平人，中华人民共和国政治人物，曾任中国林业科学研究院副院长，中国林学会副理事长。